# Воронцовы-Вельяминовы
Воронцо́вы-Вельями́новы — древний дворянский род, из московских бояр.
Род внесён в Бархатную книгу. При подаче документов (29 марта 1686), для внесения рода в Бархатную книгу была предоставлена родословная роспись Воронцовых-Вельяминовых.
В Гербовник внесены фамилии:
1. Воронцовы (сюда принадлежат графы Воронцовы-Дашковы и светлейшие князья Воронцовы), потомство Симона Африкановича, выехавшего из варяжской земли (1027) (Герб. Часть I. № 28 и Часть XI № 3).
2. Воронцовы-Вельяминовы — того же происхождения (Герб. Часть II. № 22).
3. Вельяминовы, того же происхождения (Герб. Часть V. № 16).
4. Вельяминовы-Зерновы, потомство Чета, принявшего крещение (1330) (Герб. Часть IV. № 26).[3]

Род Воронцовы-Вельяминовы внесён в VI часть родословной книги Тульской губернии.
Однородцами являются дворянские рода: Вельяминовы, Воронцовы, Аксаковы, Соловцовы, Исленьевы и Башмаковы.

## Происхождение и история рода
Происходит, по сказанию древних родословцев, от легендарного князя Шимона Африкановича, якобы выехавшего из Норвегии (1027) в Киев к Ярославу Мудрому. Несостоятельность этой версии доказана в начале XIX века.
Родоначальник — Протасий Фёдорович († около 1330, VI колено), бывший боярином при великом князе Иоанне Даниловиче Калите. Внуки Протасия Фёдоровича: Василий Вениаминович по прозванию Взолмень (VIII колено) был тысяцким в Москве при великом князе Симеоне Гордом (1374), Фёдор по прозванию Воронец родоначальник Воронцовых и Юрий Грунка, у которого был внук боярин Вениамин (Вельямин) Андреевич (или Фёдорович, XI колено), родоначальник Вельяминовых. Сын Вельямина, боярин Алексей Вельяминович, имел внука, боярина Данилу Фёдоровича, правнуки которого — Кирилл и Фёдор Семёновичи по царскому указу Михаила Фёдоровича, для различия от других родов, велено писаться Воронцовыми-Вельяминовыми, остальные члены рода писались просто Вельяминовыми.
Иван Васильевич, по прозванию Щадра († 1522), и брат его Иван, по прозванию Обляз († 1524), были окольничими. Василий Иванович был послом в Крымском ханстве (1517). Боярин Василий Константинович Воронцов-Вельяминов-Немый наместник в Костроме (1543). Василий Васильевич воевода в Казанском (1544) и Шведском (1549) походах. Иван Васильевич Большой воевода в Полоцком походе (1551).
Владели поместьями в Тульском, Соловском и Чухломском уездах.
Митрофан и Василий Ивановичи владели населёнными имениями (1699).
Старшая ветвь рода, происходящая от Василия Фёдоровича (XIII колено) угасла в XVII веке.
Существующая, младшая ветвь Воронцовых-Вельяминовых происходит от Данилы Фёдоровича (XIV колено).

## Описание герба
Щит разделён перпендикулярно на две части, из них в правом, золотом поле, виден до половины вылетающий белый орёл в золотой на главе короне. В левой части, в красном поле, положены крестообразно три палицы, имеющие рукоятки и копья золотые остроконечиями вниз обращённые (изм. польский герб Елита).
Щит увенчан обыкновенным дворянским шлемом с дворянской на нём короной и тремя страусовыми перьями. Намёт на щите красный, подложенный золотом. Герб рода Воронцовых-Вельяминовых внесён в Часть 5 Общего гербовника дворянских родов Всероссийской империи, стр. 16

## Известные представители
- Воронцов-Вельяминов Кирилл Семёнович — воевода в Таре (1615—1619), московский дворянин (1627—1640).
- Воронцов-Вельяминов Фёдор Семёнович — воевода в Алатыре (1620), московский дворянин (1627—1640).
- Воронцов-Вельяминов Алексей Кириллович — московский дворян (1627—1640).
- Воронцов-Вельяминов Василий Фёдорович — стольник патриарха Филарета (1627), стольник (1627—1640).
- Воронцов-Вельяминов Яков Матвеевич — патриарший стольник (1627—1629), стольник (1629), московский дворянин (1636—1658).
- Воронцов-Вельяминов Андрей Алексеевич — стольник (1627—1676), воевода во Владимире на Клязьме (1658—1660).
- Воронцов-Вельяминов Иван Алексеевич — стольник (1658).
- Воронцов-Вельяминов Василий Иванович — стольник царицы Прасковьи Фёдоровны (1686—1692).
- Воронцов-Вельяминов Митрофан Иванович — стряпчий (1682), стольник (1686—1692), воевода в Таре (1699)[7][8][5].

- Воронцов-Вельяминов, Евграф Николаевич (1796 — после 1846) — русский педагог, историк и публицист.
- Воронцов-Вельяминов, Николай Павлович (1823—1901) — русский государственный деятель.
- Воронцов-Вельяминов, Николай Николаевич (1824—1864) — русский писатель и журналист.
- Воронцов-Вельяминов, Алексей Павлович (старший) (1843—1912) — русский военный инженер[9].
- Воронцов-Вельяминов, Иван Александрович (1852—1914) — русский государственный деятель.
- Воронцов-Вельяминов, Павел Аркадьевич (1854—1920) — русский офицер и мировой судья, супруг Н. А. Пушкиной — внучки А. С. Пушкина[10].
- Воронцов-Вельяминов, Павел Алексеевич (1865—1948) — русский военный инженер[11].
- Воронцов-Вельяминов, Константин Васильевич (1868—1915) — герой Первой мировой войны.
- Воронцов-Вельяминов, Михаил Павлович (1885—1951) — русский общественный деятель и политик.
- Воронцов-Вельяминов, Алексей Павлович (младший) (1897—1976) — русский военный инженер[12].
- Воронцов-Вельяминов, Борис Александрович (1904—1994) — советский астроном.
- Воронцов-Вельяминов, Павел Николаевич (род. 1936) — советский и российский специалист в области молекулярной биофизики и математического моделирования.